# Luigi Broggini
Luigi Broggini (Cittiglio, 28 gennaio 1908 – Milano, 27 gennaio 1983) è stato uno scultore italiano.
Tra i protagonisti della scena delle arti figurative italiane negli anni a cavallo della Seconda guerra mondiale, è l'autore del marchio dell'Agip, il famoso cane a sei zampe, presentato all'apposito concorso del 1952 da parte del suo allievo Giuseppe Guzzi; la paternità dell'opera fu definitivamente svelata dal figlio solo dopo la sua morte. Ha pubblicato anche raccolte poetiche.

## Biografia

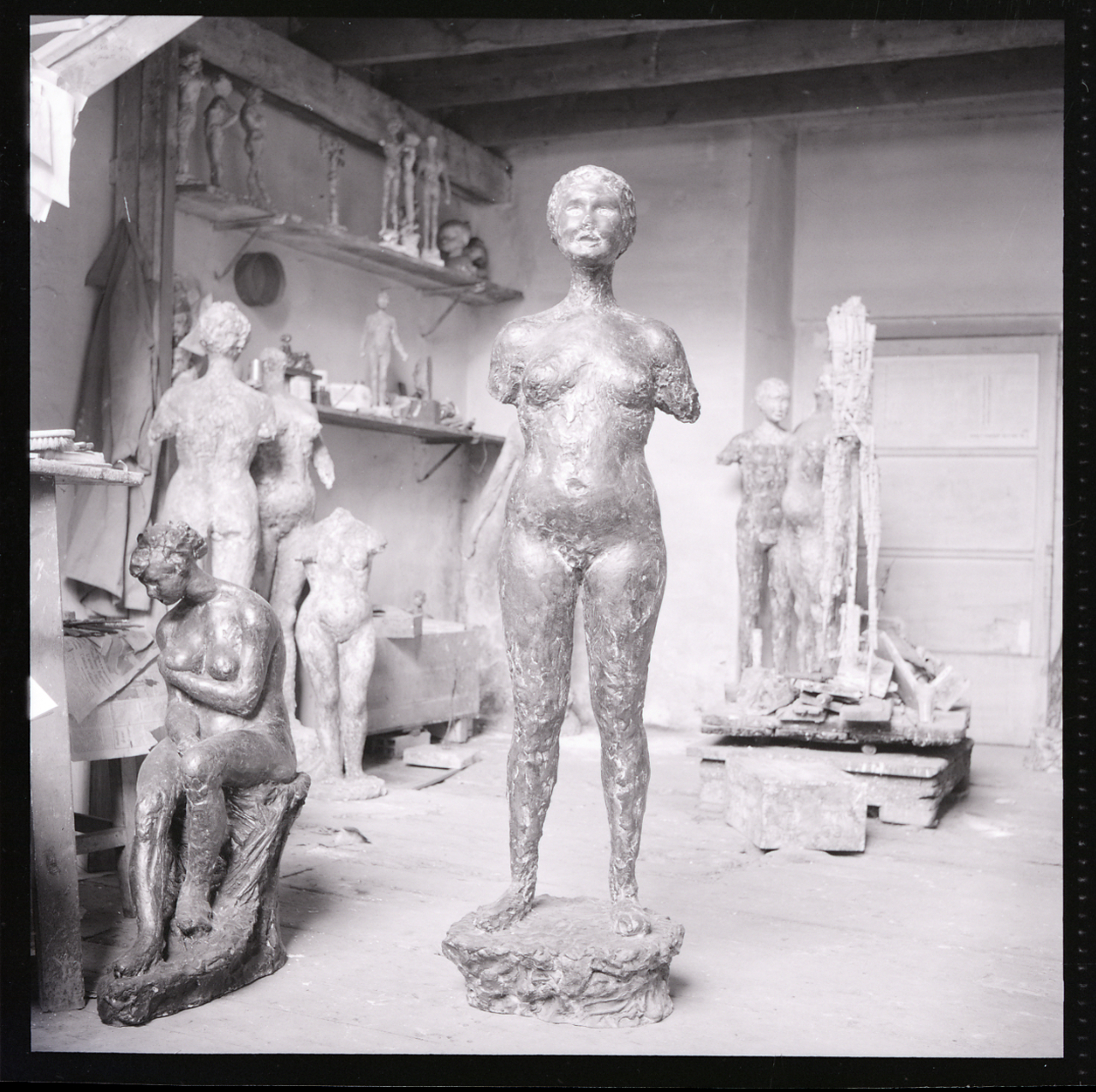
Lo studio di Luigi Broggini a Milano nel 1969.

Il cane a sei zampe nella versione originale di Broggini del 1953

Perfezionatosi alla Accademia di Brera, dove fu allievo di Adolfo Wildt, durante il fascismo frequentò ambienti liberali e cosmopoliti. Durante l'esilio parigino preferì accostarsi alle opere di Degas piuttosto che alle avanguardie. Visse per un periodo anche in Svizzera. Le sue prime sculture risalenti al 1928 e la sua prima mostra evidenziarono un indirizzo ben distante da quello ufficiale e tradizionale. In effetti Broggini si accostò all'Impressionismo francese elaborando un concetto nuovo sia dei legami tra architettura e scultura sia tra gli elementi plastici come il chiaroscuro e il luminismo pittorico. Fu influenzato anche dall'espressionismo. Nel 1952 realizzò il cane a sei zampe utilizzato dall'Agip per il nuovo carburante "Supercortemaggiore" e divenuto poi simbolo dell'ENI. È scomparso il 27 gennaio 1983, un giorno prima del suo 75º compleanno.

## Opere

### Libri illustrati
- D.H. Lawrence, L'amante di Lady Chatterley, con otto illustrazioni di Luigi Broggini, Milano, A. Mondadori, 1946.
- Virginia Woolf, La signora Dalloway, con otto illustrazioni di Luigi Broggini, Milano, A. Mondadori, 1946.
- Gertrude Stein, Ida, con otto illustrazioni di Luigi Broggini, Milano, A. Mondadori, 1948.
- James Joyce, Stefano eroe, con otto illustrazioni di Luigi Broggini, Milano, A. Mondadori, 1950.
- Graham Greene, La fine dell'avventura, con otto illustrazioni a colori e cinque in nero di Luigi Broggini, Milano, A. Mondadori, 1953.

### Libri di poesie
- Luigi Broggini, Due cipolline verdi, con una nota di Alfonso Gatto, Milano, Edizioni del Milione, 1956.
- Luigi Broggini, Sparsi come neri fiori, con due scritti di Vittorio Sereni, Milano, Edizioni delle Ore, 1973.
- Luigi Broggini, In fondo al corso: poesie, con due scritti di Vittorio Sereni, Milano, V. Scheiwiller, 1981.

## Luigi Broggini nei musei
- Museo Novecento di Firenze
- Museo Fisogni di Tradate (rappresentazioni del cane a sei zampe)
- Museo Fratelli Cozzi di Legnano (trofeo Alfa Romeo realizzato nel 1971)